# Charagmus intermedius
Charagmus intermedius é uma espécie de insetos coleópteros polífagos pertencente à família Curculionidae.
A autoridade científica da espécie é Kuster, tendo sido descrita no ano de 1847.
Trata-se de uma espécie presente no território português.